# 奧伯特 (內布拉斯加州)
奧伯特（英語：Obert）是位於美國內布拉斯加州錫達縣的村。

## 人口
根據2020年美國人口普查的數據，奧伯特的面積為0.19平方千米，皆為陸地。當地共有人口23人，而人口密度為每平方千米121人。